# Anatirostrum
Anatirostrum is een monotypisch geslacht van straalvinnige vissen uit de familie van de grondels (Gobiidae).

## Soort
- Anatirostrum profundorum (Berg, 1927)